# Retourbemaling

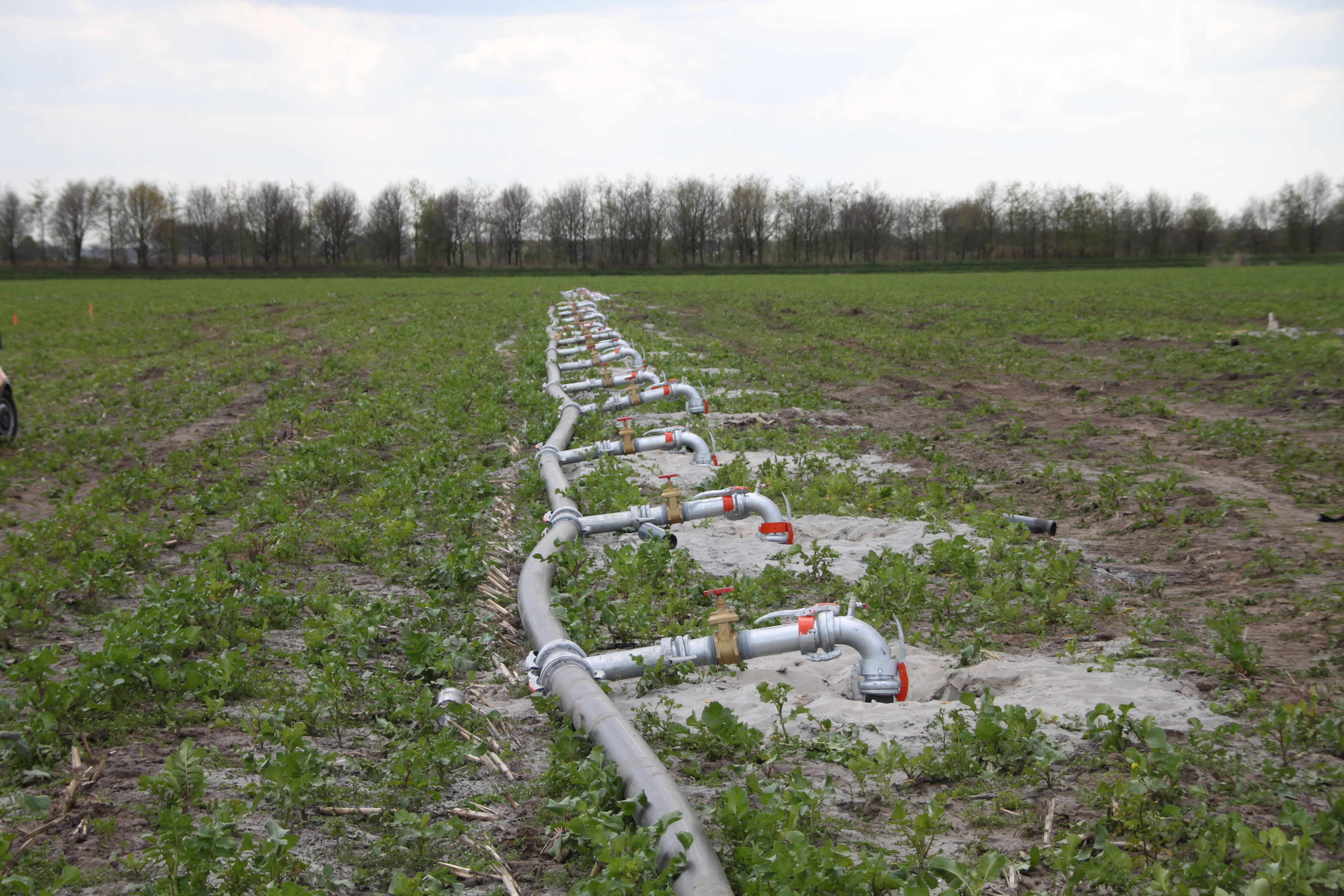
Retourbemaling

Retourbemaling is een bemalingsproces waarbij het opgepompte grondwater in de nabijheid weer in de bodem teruggebracht wordt. Deze vorm van bemaling wordt gebruikt op locaties waar een verlaging van de grondwaterstand grote gevolgen voor natuur of gebouwen kan hebben. Door het toepassen van retourbemaling kan de invloedssfeer van de bemaling sterk verkleind worden.
Retourbemaling wordt toegepast bij diepe bemaling, meestal uitgevoerd met bronbemaling (deepwells). Het terugbrengen van het water in de bodem wordt ook wel infiltratie genoemd.

## Nieuwe ontdekkingen
De traditionele systemen proberen water te infiltreren door het water in het watervoerende pakket te persen, vaak met wisselende successen. 
Een belangrijke reden hiervoor is dat water zich niet laat verdichten. Water kan alleen dan in de grond geïnfiltreerd worden als er ergens in een watervoerend pakket voldoende ruimte is om dat water in te stoppen. De Duitse geohydroloog Werner Wils heeft intensief onderzoek gedaan naar de processen in een watervoerend pakket tijdens een retourbemaling. Hij kwam tot de ontdekking dat de heterogeniteit en de hydraulische weerstand van een watervoerend pakket een nog grotere invloed op het infiltreren van water heeft dan aanvankelijk werd/wordt aangenomen. Een watervoerend pakket bestaat, met een infiltratie blik, uit verschillende infiltratiepunten. Deze punten zijn niet alleen afhankelijk van de plaatselijke doorlatendheid, maar ook van de te verplaatsen watermassa.